# Імперіал (алмаз)
«Імперіал» («Вікторія 1884, Вікторія-Джейкоб, Великий білий діамант») (англ. Imperial (Victoria 1884, Great White Diamond) — безбарвний алмаз масою 469 каратів було знайдено в 1884 р. в копальні Ягерсфонтейн (ПАР). Після огранки збереглося 43,7 % маси у вигляді двох діамантів — овального масою 185 каратів і округлого масою 20 каратів.

Контрабандним чином завезено до Великої Британії і після огранки продано невідомій особі.